# Ecos d'un estiu
Ecos d'un estiu (títol original en anglès: Echoes of a Summer) és una pel·lícula estatunidenca dirigida per Don Taylor estrenada el 1976 i doblada al català.

## Argument
Deirdre, una noia d'onze anys pateix d'uns problemes de cor d'incurables. Durant dos anys, els seus pares Eugene i Ruth han consultat especialistes de cor - però sense cap èxit. Ara se n'han anat a Mahone Bay, al Canadà, intentant fer agradables els seus darrers dies. Un veí de nou anys, Phillip, és l'únic que porta una mica de felicitat a la casa, perquè Deirdre sap exactament com està de malalta. Després de patir un atac agut i que el final arribi més ràpid del que tothom havia pensat, Deirdre i Phillip reïxen a celebrar el dotzè aniversari de la noia com a dia d'alegria.

## Repartiment
- Richard Harris com a Eugene Striden
- Lois Nettleton com a Ruth Striden
- Geraldine Fitzgerald com a Sara
- William Windom com a Dr. Hallet
- Jodie Foster com a Deirdre Striden
- Brad Savage com a Philip
- Robert L. Joseph com a Druggist